# Giovanni Guicciardi
Giovanni Guicciardi (Reggio nell'Emilia, 12 gennaio 1819 – San Polo d'Enza, 4 ottobre 1883) è stato un baritono italiano, che cantò importanti ruoli in teatri d'opera italiani e portoghesi.
È ricordato soprattutto per avere creato il personaggio del Conte di Luna nel Trovatore di Verdi, ma fu anche il creatore di importanti personaggi in opere di compositori italiani meno conosciuti. Nel corso della carriera accumulò notevoli ricchezze. Dopo il ritiro dalle scene insegnò musica gratuitamente nella città natale, e divenne presidente di un istituto di carità, il "Patronato per gli orfani musicanti".

## Ruoli creati
- Licinio Grasso ne I gladiatori di Jacopo Foroni, Teatro della Canobbiana, Milano, 7 ottobre 1851[1]
- Fulvio Rigo in L'orfanella di Pietro Vallini, Teatro della Canobbiana, Milano, 1º novembre 1851
- Ivano Bolliol in Matilde di Scozia di Giuseppe Winter, Teatro della Canobbiana, Milano, 25 novembre 1852
- Conte di Luna ne Il trovatore di Giuseppe Verdi, Teatro Apollo, Roma, 19 gennaio 1853
- Arbace in Jone di Errico Petrella, Teatro alla Scala, Milano, 26 gennaio 1858
- Conte Monmelliano in Una notte di festa di Angelo Villanis, Teatro la Fenice, Venezia, 16 febbraio 1859
- Giovanni Orseolo in Morosina ovvero L'ultimo de' Falieri di Errico Petrella, Teatro San Carlo, Napoli, 6 gennaio 1860
- Douglas in Mirinda di Salvatore Pappalardo, Teatro San Carlo, Napoli, 6 marzo 1860
- Il Duca ne Il folletto di Gresy di Errico Petrella, Teatro del Fondo, Napoli, 28 agosto 1860
- Stefano Colonna in Rienzi di Achille Peri, Teatro alla Scala, Milano, 26 dicembre 1862